# Wiesbaden
Wiesbaden là thủ phủ của bang Hessen của nước Cộng hòa Liên bang Đức và là thành phố lớn thứ hai của bang sau Frankfurt am Main. Với 26 nguồn nước nóng thành phố Wiesbaden là một trong những nơi tắm nước nóng lâu đời nhất châu Âu.
Tính đến cuối tháng 11 năm 2018, khoảng 291.000 người cư trú tại Wiesbaden. Thành phố này cùng với thủ phủ Mainz của bang Rheinland-Pfalz, tạo thành một trung tâm kép giữa 2 bang với tổng số khoảng 507.000 cư dân. Khu vực đô thị của thành phố Wiesbaden có khoảng 560.000 cư dân và bao gồm ngoài thủ phủ của bang, Rheingau-Taunus (huyện), các thành phố Eppstein, Hochheim am Main, Hofheim am Taunus (tất cả Main-Taunus (huyện)), thành phố Ginsheim-Gustavsburg và thị xã Bischofsheim cùng thuộc Groß-Gerau (huyện)). Ngoài Frankfurt am Main, Mainz và Darmstadt, thành phố này là một trong những thành phố cốt lõi của Vùng đô thị Frankfurt/Rhein-Main.
Năm 2015, thủ phủ Wiesbaden được xếp ở vị trí thứ sáu trong số các thành phố giàu có nhất nước Đức với hơn 200.000 dân. Trong Bản đồ tương lai năm 2016, thành phố Wiesbaden xếp thứ 48 trong số 402 huyện và các thành phố không thuộc huyện nào ở Đức, khiến nó trở thành một trong những nơi có "triển vọng tương lai cao".

## Kiến trúc

### Trung tâm

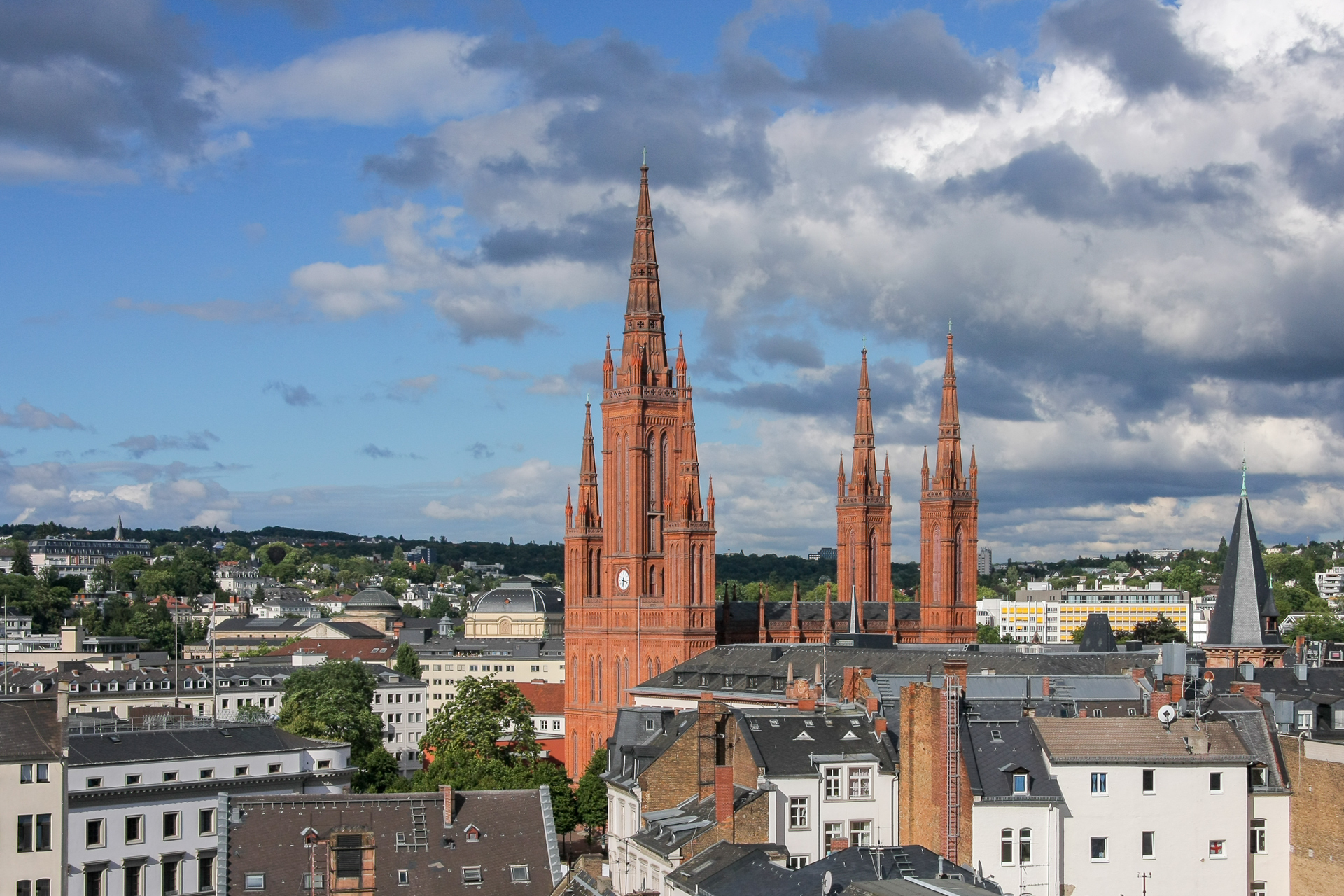
Marktkirche

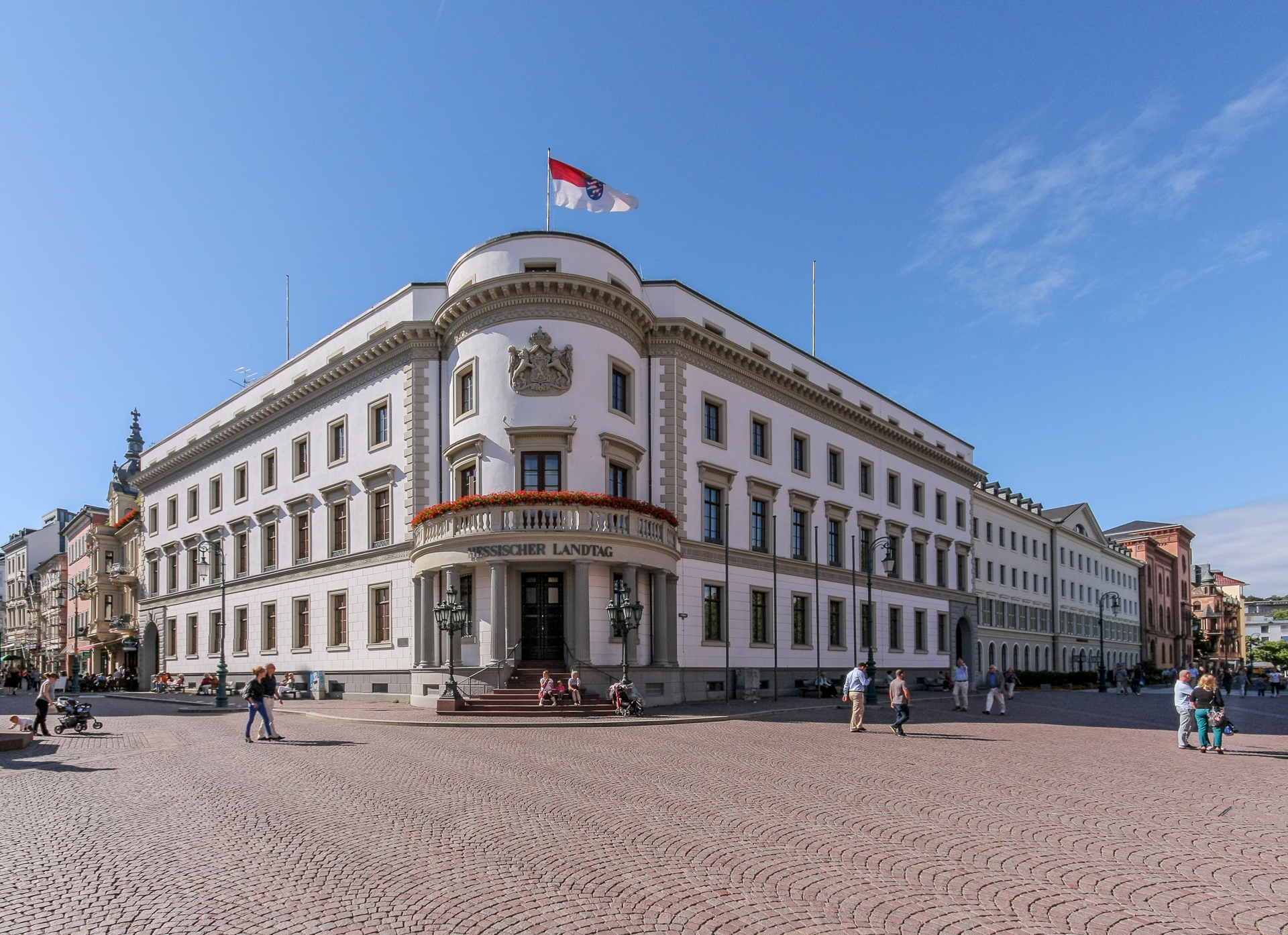
Tại Schlossplatz có Stadtschloss, ngày nay là trụ sở của Hessischer Landtag

Hình ảnh của trung tâm thành phố Wiesbaden bị ảnh hưởng đáng kể bởi bốn yếu tố:
- Hầu hết các tòa nhà ở trung tâm thành phố được xây dựng trong khoảng thời gian khoảng 60 năm (khoảng giữa năm 1850 và bắt đầu Thế chiến I 1914).
- Trong thời gian này, Wiesbaden đã thu hút, bên cạnh triều đình, rất nhiều khách có thu nhập cao, mà muốn có đại diện của họ trong thành phố.
- Trung tâm thành phố Wiesbaden đã bị phá hủy ít hơn nhiều trong Chiến tranh thế giới thứ hai so với các thành phố khác, mặc dù nhiều tòa nhà nổi bật đã bị hư hại đáng kể. Mức độ phá hủy là khoảng 30 phần trăm, quan trọng nhất, các tòa nhà và đường phố hình thành cảnh quan thành phố được bảo tồn.
- Ít hơn nhiều so với các thành phố lớn khác của Đức trong những năm 1950 và 1960, Hiến chương Athens ở Wiesbaden, với các nguyên tắc mới về quy hoạch đô thị, như tách biệt nhà ở và công việc được thực hiện. Do đó, khu vực nội thành của thành phố Wiesbaden phần lớn không bị ảnh hưởng bởi các tuyến đường mới được hình thành và tái phát triển đất đai.[5]

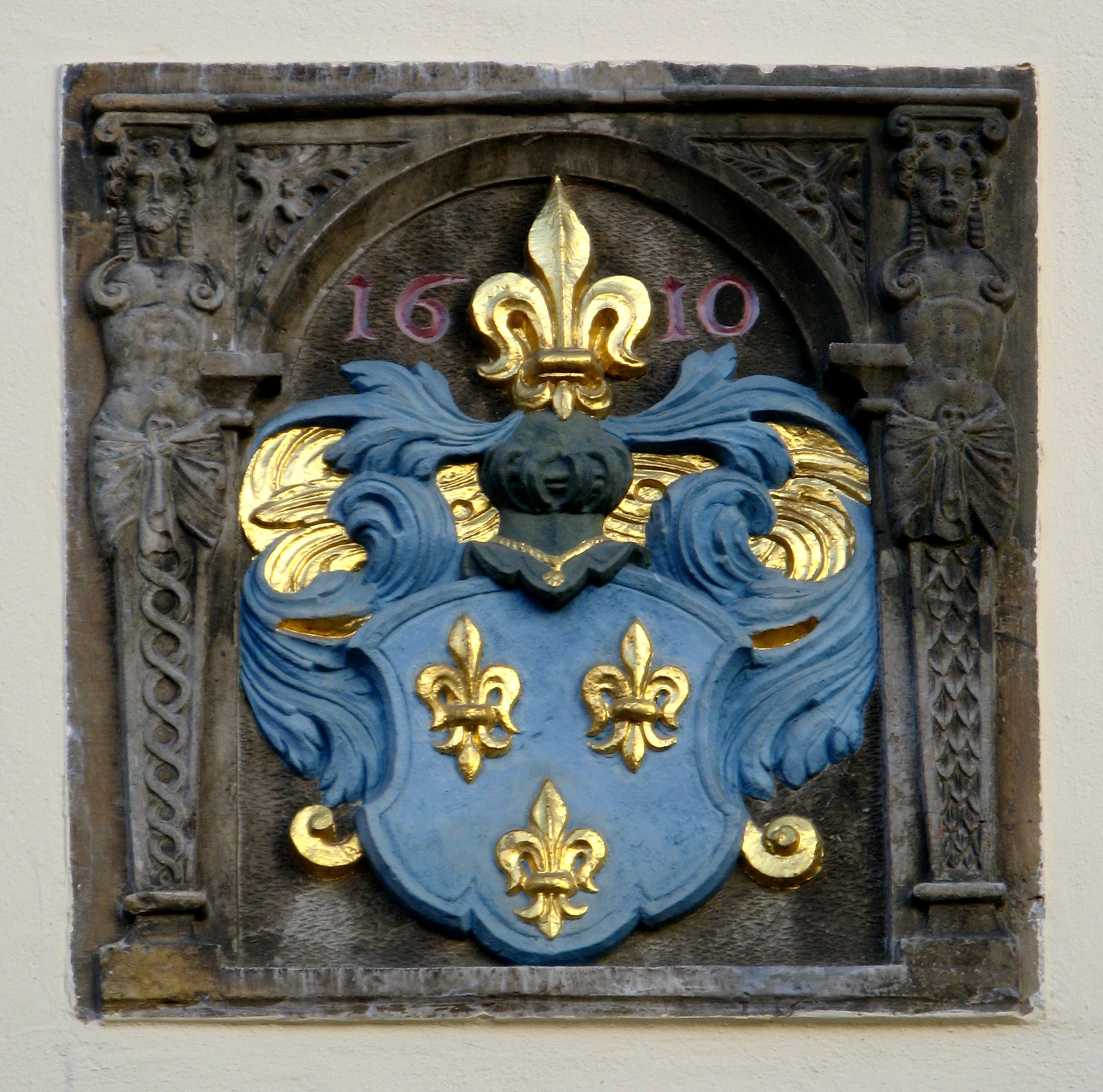
Huy hiệu Wiesbaden tại Tòa thị sảnh cũ vào năm 1610